# Rhode Island Football Club
Maillots
Actualités
Rhode Island FC est un club américain de football fondé en 2019 et basé à Pawtucket.

## Histoire

### Fondation et saison inaugurale (2019-)
Le 2 décembre 2019, sous la direction de Brett M. Johnson, cofondateur et propriétaire du Rhode Island FC, il a été annoncé que l'équipe du championnat USL jouant dans un nouveau stade spécifique au football à Pawtucket, Rhode Island, serait la pièce maîtresse d'un grand projet de développement qui s'appellerait Tidewater Landing. Le stade devrait pouvoir accueillir au moins 10 000 supporters rélier à un grand centre commercial dans le cadre d'un plan de 400 millions de dollars. L’objectif initial du projet était que l’équipe joue d’ici 2022.
Afin de faire avancer le projet, les propriétaires ont demandés un financement partiel de l'État de Rhode Island et de la ville de Pawtucket, le reste étant couvert par les propriétaires de l'équipe. Le projet a lentement évolué en raison de l’inflation et des retards dans la chaîne d’approvisionnement causés par le COVID-19, et les coûts ont augmenté par rapport aux prévisions initiales. Le gouverneur de Rhode Island, Dan McKee, a émis le vote décisif lors d'une réunion de la Rhode Island Commerce Corporation le 25 juillet 2022, pour fournir un financement et ainsi autoriser la construction du nouveau stade. La pose de la première pierre a eu lieu le 12 août 2022,.
L'ancien capitaine de l'équipe nationale des Bermudes, Khano Smith, a été nommé entraîneur et directeur général de l'équipe le 8 mars 2023. Cette signature a été suivie le 1er novembre par l'annonce de la signature du premier joueur de l'histoire de l'équipe, le gardien espagnol Koke Vegas, ancien joueur de San Diego Loyal et ayant joué dans divers clubs en Espagne. Il a ensuite été nommé capitaine de l'équipe le 12 mars 2024, quelques jours avant le premier match du Rhode Island FC.
Le match inaugural de l'équipe s'est déroulé à guichet fermé le 16 mars 2024, contre New Mexico United, et s'est terminé par un match nul 1-1. Le premier but de l'histoire du club est un but contre son camp marqué dans le temps additionnel de la deuxième mi-temps par le défenseur du Nouveau-Mexique Chris Gloster.
L'équipe a terminé la saison régulière 2024 à la 5e place de la Conférence Est du championnat USL.
Le Rhode Island FC détient le record de matchs nuls du championnat USL en une seule saiso, soit 15 matchs nuls. JJ Williams est élu joueur du mois d'octobre et Khano Smith en tant qu'entraîneur du mois de juin.
Après avoir battu Indy 3-2 lors de leur premier match éliminatoire, le RIFC s'est rendu chez les vainqueurs du Players' Shield, Louisville City FC, les battant 3-0. Lors du championnat de la Conférence Est, ils ont battu Charleston Battery 2-1.
Le RIFC a perdu la finale du championnat USL 3-0 contre les Switchbacks de Colorado Springs.

## Stade

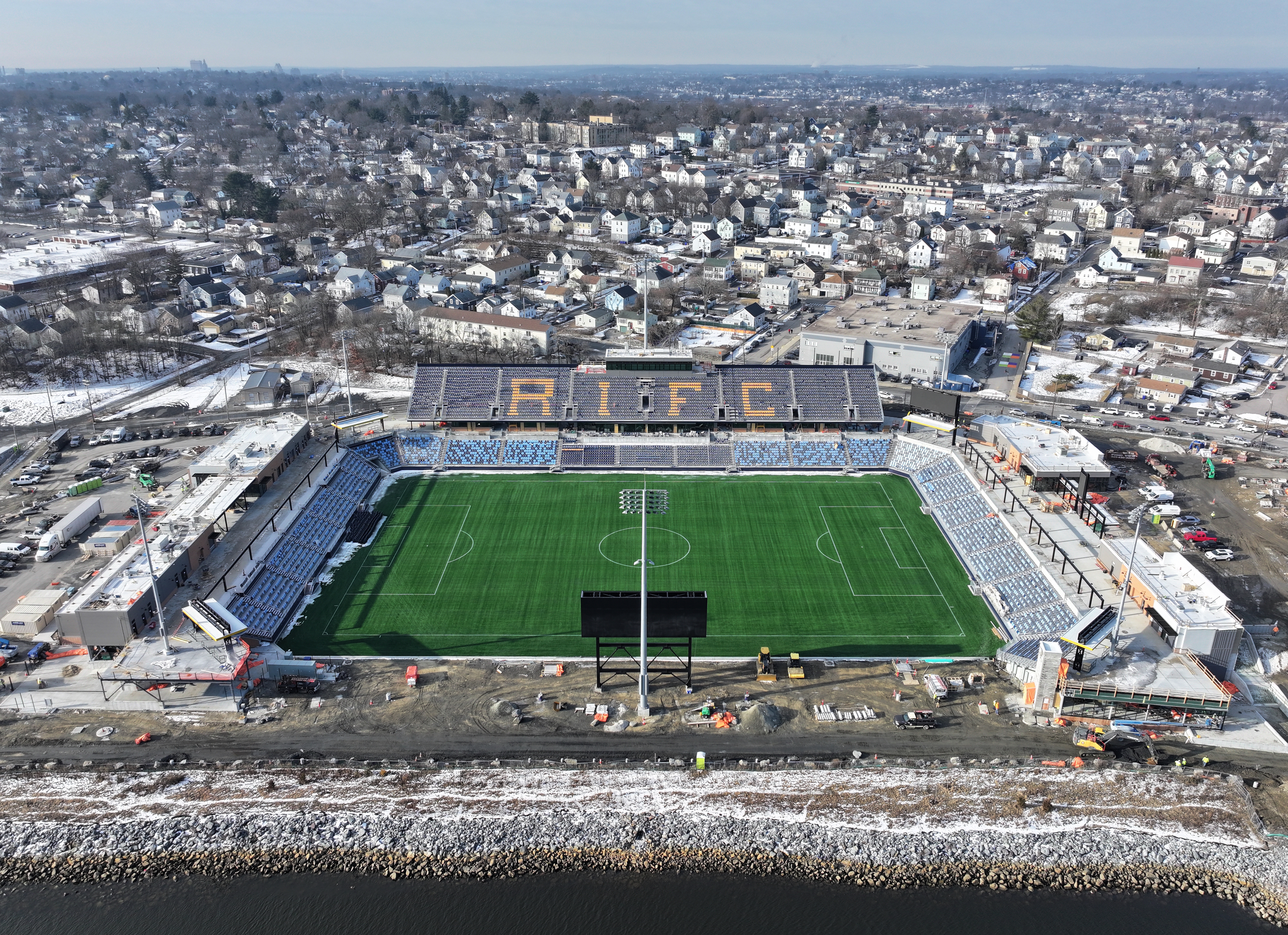
Le Stadium at Tidewater Landing en construction.

Le club devait initialement jouer son match inaugural dans son propre stade, mais après que la construction ait été interrompue en raison d'une augmentation des coûts de construction supplémentaires,, l'équipe a annoncé qu'elle envisageait de jouer sa première saison au Beirne Stadium (en) de l'Université Bryant tout en achevant le Stadium at Tidewater Landing.

## Couleurs et blason
Le 14 novembre 2022, l'équipe a annoncé son nom, le Rhode Island FC (RIFC) et a révélé son écusson et les couleurs de l'équipe. Le blason incorporait un motif d'ancre, avec un monogramme « RI » intégré dans la tige de l'ancre. Des éclairs ont été placés sur les bords de l’ancre pour représenter l’énergie du club. L'équipe a noté que l'ancre est historiquement un symbole de Rhode Island depuis 1647, et le design moderne du blason témoigne d'« espoir » et d'« ancrage dans la communauté ». Les couleurs de l'équipe ont été établies comme étant l'ambre et le bleu baie,.

## Supporters

### Groupes de supporters

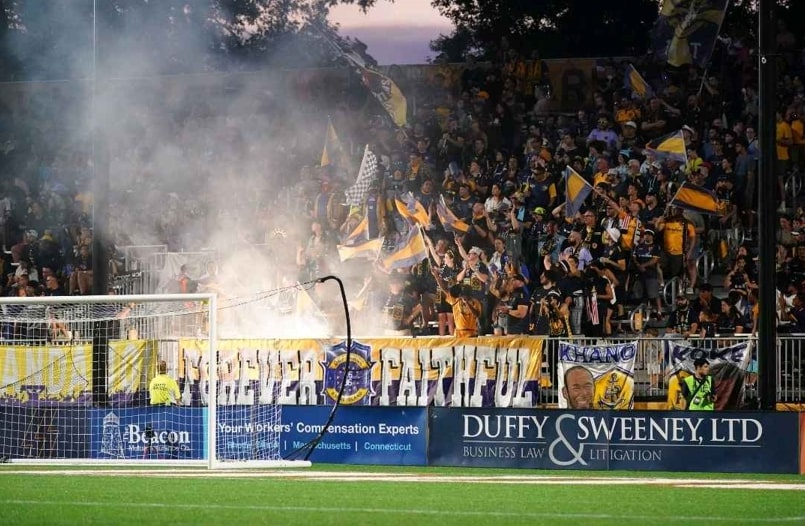
Defiance 1636 allumant des pyrotechnies dans les tribunes.

Le club dispose d'un groupe de supporters officiel et un groupe de supporters indépendant appelé Rhode Island Defiance 1636. Le nom fait référence à la date de la fondation de la colonie de Rhode Island et à la défiance contre le doute quant au succès du football professionnel dans le Rhode Island. Le groupe de supporters est également surnommé « La Barra Bahía ». Lors des matchs à domicile au stade Beirne, ils étaient généralement situés derrière la ligne de fond nord. Ils disposeront d'une section réservée aux supporters debout et en sécurité à Tidewater Landing en 2025. Le groupe de supporters est réputé pour son soutien atypiquement fort lors des matchs à l'extérieur et pour son impitoyabilité lors des matchs à domicile, en utilisant le style de barra brava.

### Mascotte

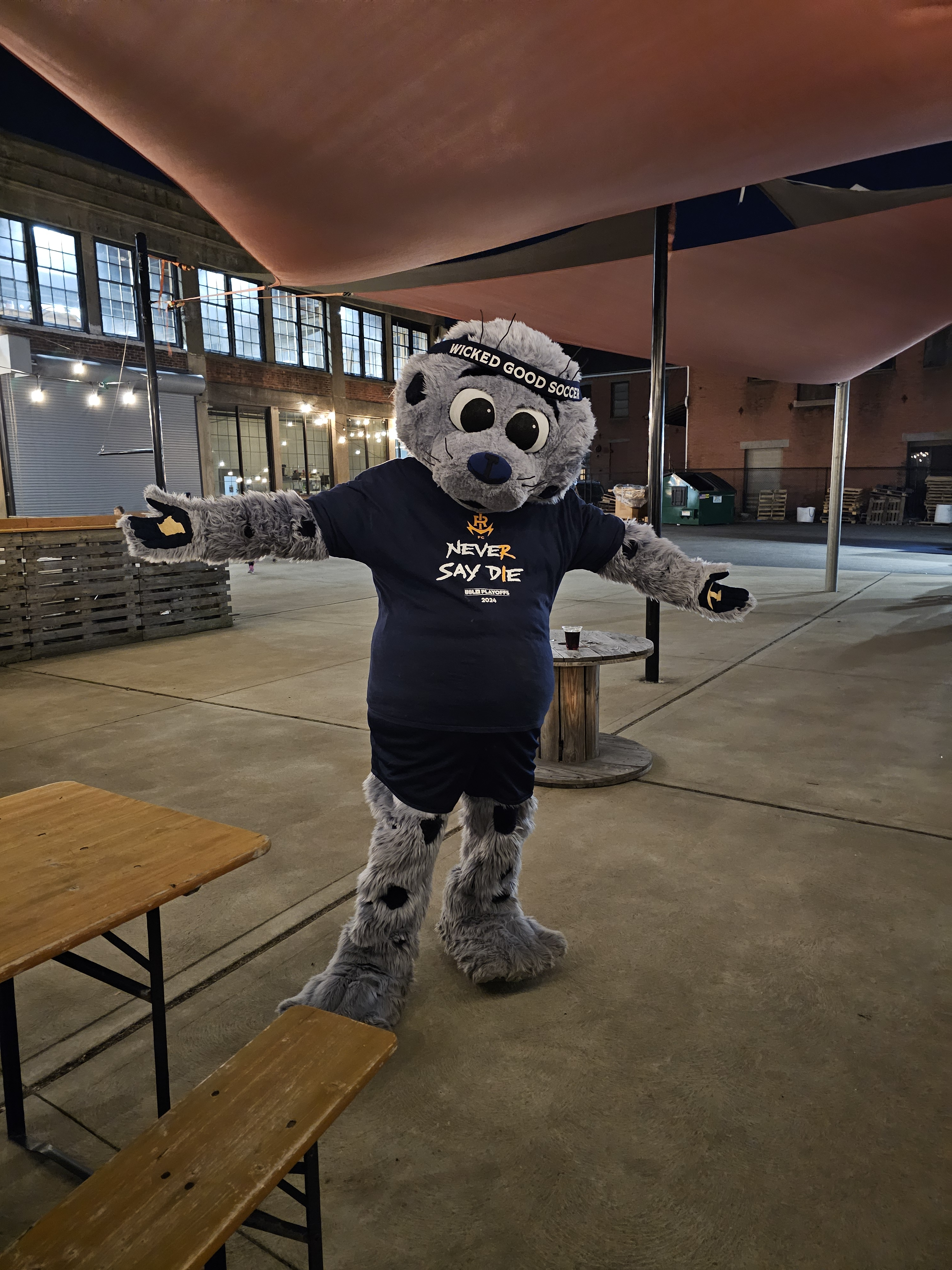
Chip portant un t-shirt avec le slogan « Never say die »

## Equipementier et sponsoring
| Saison | Equipementier | Sponsors                          | Partenariat        |
| ------ | ------------- | --------------------------------- | ------------------ |
| 2024–  | Capelli Sport | Breeze AirwaysRhode Island Energy | Banque Centreville |

## Statistiques de l'équipe
Les meilleurs buteurs incluent tous les buts marqués en championnat, en séries éliminatoires, en Coupe des États-Unis.

### Entraîneurs principaux
- Comprend la saison régulière de l'USL, les éliminatoires de l'USL et l'US Open Cup. Hors matchs amicaux. Mis à jour au 6 mars 2025.

| Entraîneur  | Nationalité | Depuis      | Fin | Matchs | Victoires | Nuls | Défaites | %     |
| ----------- | ----------- | ----------- | --- | ------ | --------- | ---- | -------- | ----- |
| Khano Smith | Bermudes    | 8 mars 2023 |     | 39     | 15        | 9    | 15       | 38,46 |

## Palmarès
- Championnat USL
  - Finaliste : 2024
- Conférence Est de l'USL
  - Champion (Playoffs) : 2024